# Academia Fluminense de Letras
A Academia Fluminense de Letras é uma instituição literária, fundada em 22 de julho de 1917, em Niterói, cidade que era a então a capital estadual do Rio de Janeiro. A associação permanece com sua sede em território niteroiense até os dias atuais.

## História

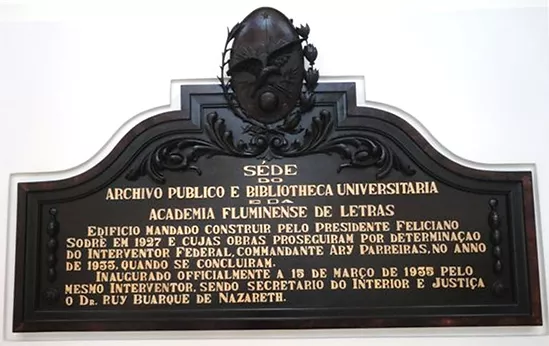
Placa de inauguração da sede da Academia Fluminense de Letras em 1935, em Niterói.

A Academia Fluminense de Letras, surgiu pela vontade de intelectuais idealistas que desejavam fazer a Renascença Fluminense, tendo entre seus objetivos: estimular e promover a cultura, as ciências sociais e as artes, a valorização do Idioma e das Letras Nacionais; contribuir para a preservação da memória dos vultos que se distinguiram na história literária, especialmente a do Estado do Rio de Janeiro; apoiar iniciativas e eventos literários, socioculturais e entidades voltadas para o desenvolvimento das publicações literárias e artísticas, a memória e a história do Estado do Rio de Janeiro; fomentar a cooperação e o intercâmbio entre academias e entidades congêneres. Venceram obstáculos e a obra se consolidou como nau capitânia da cultura fluminense, graças à perseverança dos que acreditaram no que faziam para a existência de uma Academia de Letras, nos moldes da Academia Francesa. Agigantou-se para ser a Casa de Amor à Cultura e Templo da Palavra. Em sua trajetória pioneira, admitiu, por méritos, na Classe de Letras, a 1ª mulher Acadêmica – Albertina Fortuna Barros, eleita e depois se tornando a 1ª mulher Presidente de Academia no Brasil. Era composta de 48 cadeiras até 2015 quando, em Assembleia Geral Extraordinária, foram acrescentadas duas cadeiras, chegando-se ao total de 50, homenageando como Patronos Feliciano Sodré e o Almirante Ary Parreiras, governantes que consolidaram a sede própria no prédio em comum construído para receber a Academia, a Biblioteca Universitária e o Arquivo Público – Feliciano Sodré, ao promulgar a Lei nº 2.612/1927, dando a sede, e Ary Parreiras, dando continuidade à construção e a inaugurando em março de 1934. A Biblioteca, atualmente chamada Biblioteca Parque de Niterói, é localizada na Praça da República, s/ número, no Centro de Niterói.

## Patronos
As 50 cadeiras, compostas de Patronos importantes vultos nascidos na terra fluminense.
| Cadeira 1: Alberto Silva               | Cadeira 2: Alberto de Oliveira     | Cadeira 3: Alberto Torres            | Cadeira 4: Alcindo Guanabara               | Cadeira 5: Andrade Figueira      | Cadeira 6: Antônio Aguiar                 | Cadeira 7: Azeredo Coutinho (bispo) | Cadeira 8: Azevedo Cruz                 | Cadeira 9: B. Lopes                | Cadeira 10: Belisário Augusto       |
| Cadeira 11: Benjamin Constant          | Cadeira 12: Carlos de Lacerda      | Cadeira 13: Casimiro de Abreu        | Cadeira 14: Castro Menezes                 | Cadeira 15: Duque de Caxias      | Cadeira 16: Euclides da Cunha             | Cadeira 17: Ezequiel Freire         | Cadeira 18: Fagundes Varela             | Cadeira 19: Felisberto de Carvalho | Cadeira 20: Firmino Silva           |
| Cadeira 21: Francisco de Lemos (Bispo) | Cadeira 22: Guilherme Briggs       | Cadeira 23: Joaquim Manuel de Macedo | Cadeira 24: José do Patrocínio             | Cadeira 25: Júlio Maria (Padre)  | Cadeira 26: Lúcio de Mendonça             | Cadeira 27: Luiz Pistarini          | Cadeira 28: Macedo Soares (Conselheiro) | Cadeira 29: Manuel Carneiro        | Cadeira 30: Martins Teixeira        |
| Cadeira 31: Paulo da Silva Araújo      | Cadeira 32: Pedro Luiz             | Cadeira 33: Pedro II                 | Cadeira 34: Pereira da Silva (Conselheiro) | Cadeira 35: Quintino Bocaiúva    | Cadeira 36: Raja Gabaglia                 | Cadeira 37: Raul Pompéia            | Cadeira 38: Saldanha da Gama            | Cadeira 39: Salvador de Mendonça   | Cadeira 40: Silva Jardim            |
| Cadeira 41: Silva Marques              | Cadeira 42: Soares de Souza Júnior | Cadeira 43: Teixeira de Melo         | Cadeira 44: Teixeira e Souza               | Cadeira 45: Visconde de Araguaia | Cadeira 46: Visconde de Beaurepaire Rohan | Cadeira 47: Visconde de Itaboraí    | Cadeira 48: Visconde de Sepetiba        | Cadeira 49: Feliciano Sodré        | Cadeira 50: Almirante Ary Parreiras |

## Lista de Presidentes
|    | Nome                           | Ano         |
| -- | ------------------------------ | ----------- |
| 1  | Epaminôndas de Carvalho        | (1917-1918) |
| 2  | Honero Pinho                   | (1918-1919) |
| 3  | Belisário de Sousa             |             |
| 4  | Joaquim Peixoto                | (1919-1920) |
| 5  | Cônego de Olímpio de Castro    | (1920-1922) |
| 6  | Epaminôndas de Carvalho        | (1922-1923) |
| 7  | Quaresma Júnior                | (1923-1926) |
| 8  | Cônego de Olímpio de Castro    | (1926-1928) |
| 9  | Carlos Maul                    | (1928-1930) |
| 10 | Tomé Guimarães                 | (1930-1932) |
| 11 | Figueira de Almeida            | (1932-1934) |
| 12 | Horácio Campos                 | (1932-1936) |
| 13 | Júlio Eduardo da Silva Araujo  | (1936-1938) |
| 14 | Alberto Fortes                 | (1938-1940) |
| 15 | Júlio Eduardo da Silva Araujo  | (1940-1944) |
| 16 | Alberto Fortes                 | (1948-1952) |
| 17 | Carlos Maul                    | (1952-1954) |
| 18 | Alberto Fortes                 | (1954-1962) |
| 19 | Alberto Francisco              | (1962-1970) |
| 20 | Geraldo M. Bezerra de Menezes  | (1970-1974) |
| 21 | Albertina Fortuna Barros       | (1974-1978) |
| 22 | Lya de Almeida                 | (1978-1979) |
| 23 | Edmo Rodrigues Lutterbach      | (1979-2011) |
| 24 | Waldenir de Bragança           | (2012-2022) |
| 25 | Márcia Maria de Jesus Pessanha | (2022-2024) |

## Lei nº 2.612/1927: Sede da AFL

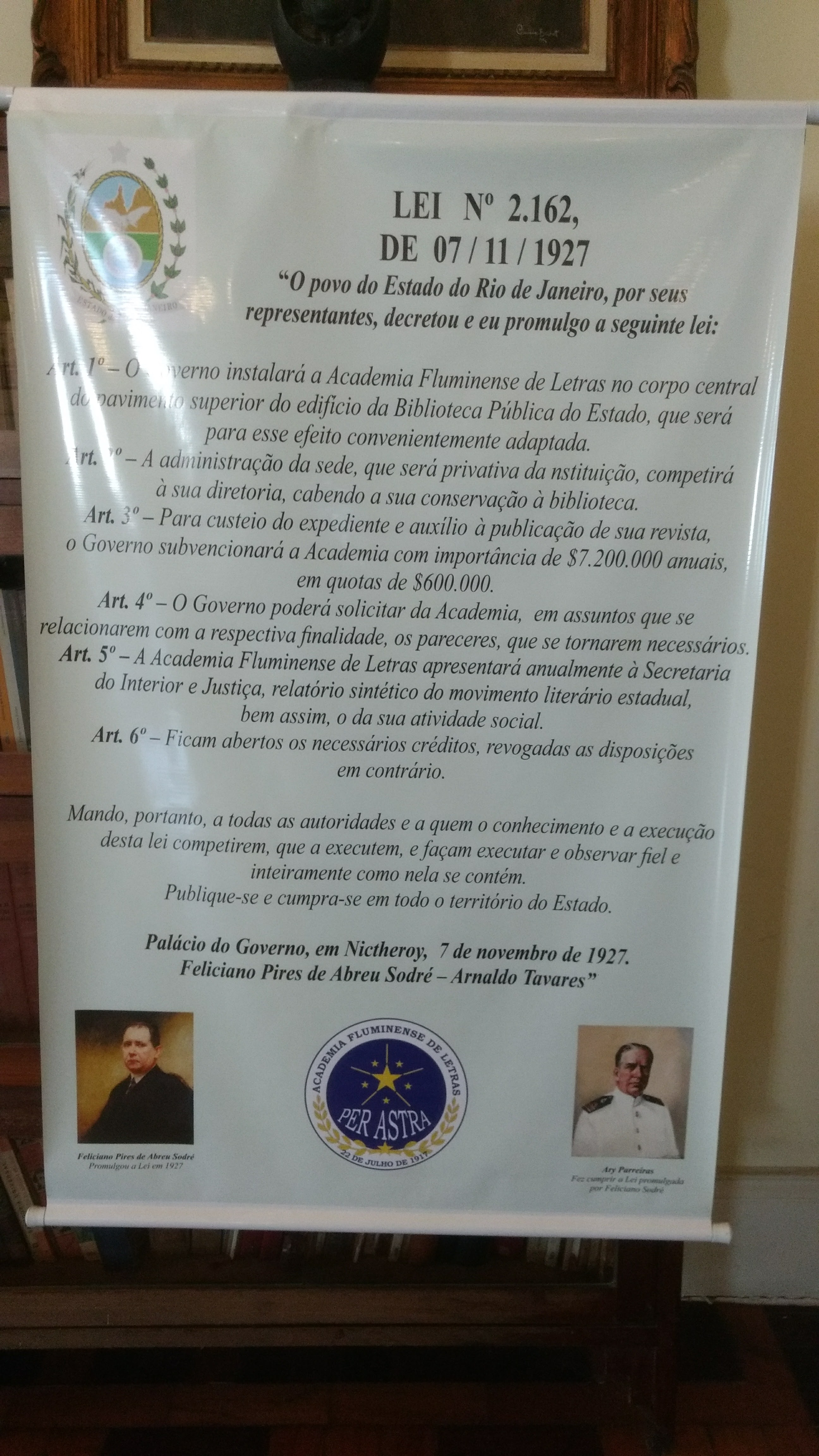
Banner expondo a Lei 2.612/1927, exposto na Academia Fluminense de Letras.

Lei nº 2.162 de 07 de novembro de 1927

"O povo do Estado do Rio de Janeiro, por seus representantes, decretou e eu promulgo a seguinte lei:

Art. 1º - O Governo instalará a Academia Fluminense de Letras no corpo central do pavimento superior do edifício da Biblioteca Pública do Estado, que será para esse efeito convenientemente adaptada.

Art. 2º - A administração da sede, que será privada da Instituição, competirá à sua diretoria, cabendo a sua conservação à Biblioteca.

Art. 3º - Para o custeio do expediente e auxílio à publicação da sua revista, o Governo subvencionará a Academia com a importância de Cr 7.200$000 anuais em quotas de 600$000.

Art. 4º - O Governo poderá solicitar da Academia, em assuntos que se relacionem, pareceres que se tornarem necessários.

Art. 5º -  A Academia Fluminense de Letras apresentará anualmente à Secretaria do Interior e Justiça, relatório sintético do movimento literário estadual, bem assim, a da sua atividade social.

Art. 6º - Ficam abertos os necessários créditos, revogadas as disposições em contrário.

Mando, portanto, a todas as autoridades a quem o conhecimento e a execução desta lei competirem, que a executem, e façam executar e observar fiel e inteiramente como nela se contém.

Publique-se e cumpra-se em todo o território do Estado.

Palácio do Governo, em Nictheroy, 7 de novembro de 1927

Feliciano Pires de Abreu Sodré - Arnaldo Tavares"

## Projetos

### Na ONU

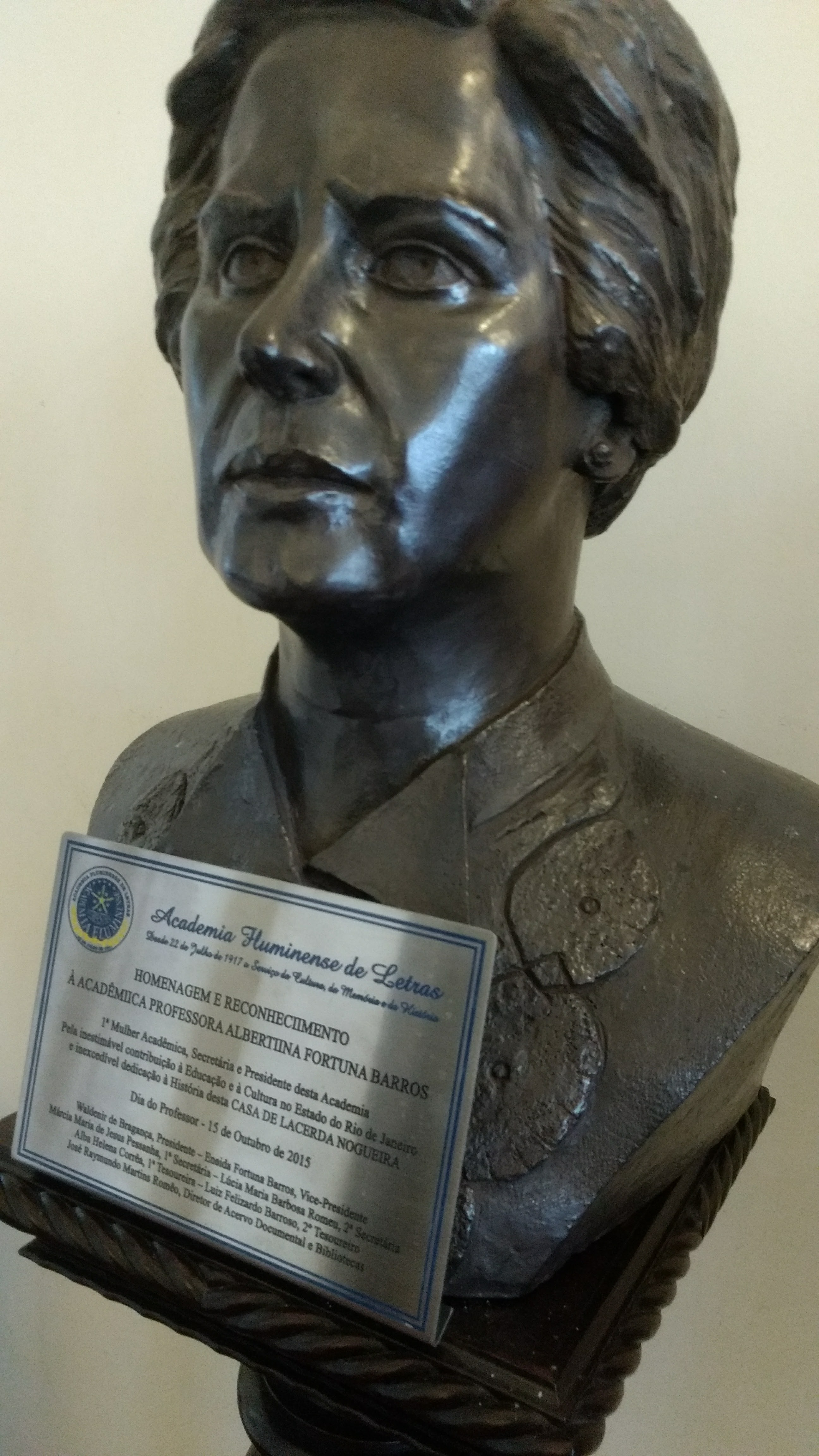
Busto da Acadêmica Albertina Fortuna Barros.

A Academia Fluminense de Letras vem desenvolvendo ações conjugadas para tornar o Idioma Português o 7º idioma oficial da Organização das Nações Unidas, ao lado do Árabe, do Chinês, do Espanhol, do Francês, do Inglês e do Russo. Neste sentido, encaminhou Memorial ao Secretário-Geral da instituição, com o apoio do Rotary Internacional e do Elos Clube da Comunidade Lusíada, entre outras entidades culturais, fundamentando a proposta e ressaltando que a Língua Portuguesa é hoje a 5ª mais falada no mundo (em números absolutos), a 3ª entre as consideradas línguas universais de cultura, a 5ª mais usada na internet e uma das 4 faladas nos seis continentes, com mais de 290 milhões de lusófonos distribuídos ao redor do mundo.

## Reforma
Em 2011, a Biblioteca Pública de Niterói é reinaugurada após restauração e modernização.

## Lei nº 7588/17: Reconhecimento como Academia de Letras oficial do Estado do Rio
A lei nº 7588/17, de 17 de maio de 2017, reconhece a Academia Fluminense de Letras a Academia de Letras oficial do Estado do Rio de Janeiro.

Diz a Lei  7588/17:

RECONHECE A ACADEMIA FLUMINENSE DE LETRAS COMO A ACADEMIA DE LETRAS OFICIAL DO ESTADO DO RIO DE JANEIRO.

O GOVERNADOR DO ESTADO DO RIO DE JANEIRO

Faço saber que a Assembléia Legislativa do Estado do Rio de Janeiro decreta e eu sanciono a seguinte Lei:

Art. 1º - A Academia Fluminense de Letras, fundada em 1917 e formalmente instituída pela Lei Estadual nº 2.162/27, de 07 de novembro de 1927, fica reconhecida como a academia de letras oficial do Estado do Rio de Janeiro.

Art. 2º - Esta Lei entrará em vigor na data de sua publicação.

Rio de Janeiro, em 17 de maio 2017.

Luiz Fernando Pezão

## I Congresso Brasileiro de Academias de Letras

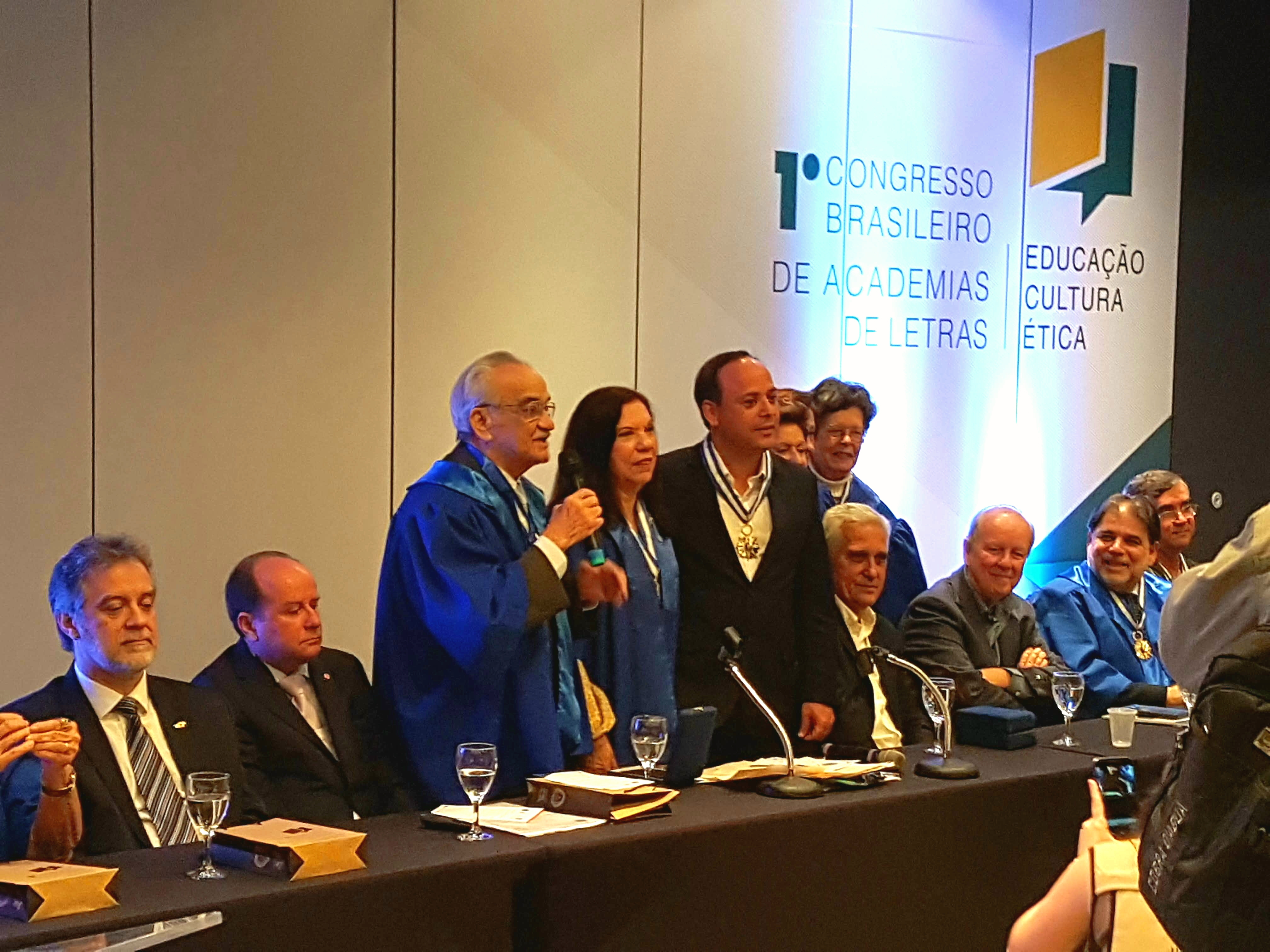
Abertura do I Congresso Brasileiro de Academias de Letras.

Nos dias 20, 21 e 22 de julho de 2017, a Academia Fluminense de Letras promoveu, em parceria com a Secretaria de Cultura de Niterói e a Pró-Reitoria de Extensão da Universidade Federal Fluminense, o I Congresso Brasileiro de Academias de Letras, marcando o Centenário da AFL, que abordou os temas "Educação, Cultura e Ética – Instrumentos Básicos para Fortalecer o Sentimento Nacional”.
O evento buscou congregar as Academias de Letras das cidades brasileiras para estimular e desenvolver ações socioculturais e educacionais vinculadas à ética, estimular a produção de livros e a difusão da leitura, valorizar o idioma nacional e intensificar a campanha para a sua oficialização na Organização das Nações Unidas. Ao final das exposições e debates, foram colhidas sugestões, propostas e recomendações para a elaboração de documento intitulado “Carta de Educação, Cultura e Ética de Niterói”, a ser amplamente divulgado.
A missão da Academia tem sido, sobretudo, o reconhecimento de que o patrimônio cultural é de fundamental importância para a memória, a identidade e a criatividade, riquezas naturais de nosso povo. Luta para preservar o patrimônio imaterial ou intangível – como expressão de vida e tradições que a comunidade, grupos e indivíduos no Estado recebem de seus ancestrais e passam para seus descendentes.
Neste sentido, reúne representantes de congêneres das cidades fluminenses, propondo a criação de entidade congregadora para apoiar, incentivar e promover o intercâmbio e a mútua colaboração. 
A adesão dos presentes resultou na fundação da Federação das Academias de Letras do Estado do Rio de Janeiro - FALERJ, visando fortalecer o movimento cultural no Estado do Rio de Janeiro.

## FALERJ
A Federação das Academias de Letras do Estado do Rio de Janeiro foi fundada no dia 22 de julho de 2017, em Niterói, durante os trabalhos do I Congresso Brasileiro de Academias de Letras. Sua diretoria foi eleita em 5 de novembro de 2017, em Teresópolis, durante Jornada Comemorativa ao Dia Nacional da Cultura e da Língua Portuguesa no Brasil.
Buscará apoiar o movimento cultural fluminense, promovendo um esforço conjunto para aprofundar nossas raízes culturais. Entre seus objetivos: congregar, estimular e apoiar as Academias de Letras e Artes sediadas no Estado; promover intercâmbio e mútua colaboração em atividades socioculturais; zelar pela melhoria constante da Educação Literária e Artística; incentivar a criação de Academias de Letras e Artes em cidades que ainda não as possuam.